# نگاپارو
نگاپارو (به لاتین: Ngaparou) یک منطقهٔ مسکونی در سنگال است که در مبور واقع شده‌است. نگاپارو ۹٬۵۰۰ نفر جمعیت دارد.

## خواهرخوانده
شهر فاس خواهرخواندهٔ نگاپارو هست.